# Colibași (Giurgiu)
Colibaşi è un comune della Romania di 3 570 abitanti, ubicato nel distretto di Giurgiu, nella regione storica della Muntenia.
Il comune è formato dall'unione di 2 villaggi: Câmpurelu e Colibași.